# FaZe Clan
FaZe Clan (раніше FaZe Sniping) — професійна північноамериканська кіберспортивна і розважлива організація штаб-квартира яка знаходиться в Лос-Анджелесі, США. Заснована 30 травня 2010 року. Команди FaZe Clan регулярно брали участь у турнірах за Call of Duty, Counter-Strike: Global Offensive, PlayerUnknown's Battlegrounds, Tom Clancy's Rainbow Six Siege, FIFA і Fortnite Chapter 2, PUBG: New State і FIFA Online.

## Початок
Перший склад FaZe Sniping дебютував на YouTube у 2010 році. Спочатку це був клан Call of Duty, заснований трьома гравцями: Еріком "CLipZ" Ріверою, Джеффом "Housecat" Еманном (тепер відомим як "Timid") та Беном "Resistance" Крістенсеном. Ця трійка швидко завоювала популярність, що стало приводом для збільшення складу та розширення поля діяльності. Наприкінці 2010 року до клану приєднався Fakie, після чого була випущена популярна серія сюжетів FaZe ILLCAMS. У 2014 році були запрошені Томас "Temperrr" Олівейра та Річард "Banks" Бенгстон, які до традиційного ігрового контенту додали мотиви та сюжети з життя.
Наприкінці 2018 року команда FaZe Clan відкрила свій раунд фінансування серії А, випустивши велику партію акцій. З березня по квітень 2019 року великі суми були інвестовані засновниками маркетингової агенції Cut + Sew, репером Ray J, професійними баскетболістами Мейерсом Леонардом та Джошем Хартом. 
У грудні 2019 року FaZe Clan завершив раунд фінансування серії A інвестиціями від підприємця Джиммі Айовіна та мобільної платформи NTWRK. У січні 2020 року організація отримала великий інвестиційний кредит у розмірі 22,7 млн доларів від канадської фінансової компанії Canaccord Genuity.
В травні 2022 року перемагають на PGL Major Antwerp 2022, перегравши в фіналі Na'Vi з рахунком 2-0. Нагороду MVP забрав rain.
У лютому 2023 року FaZe Clan звільнив 20% своїх співробітників. Трінк пов'язав це з невизначеністю в економіці та заявив, що компанія зосередиться на фінансовій дисципліні. Він повідомив, що зростання доходів за 2022 рік склало 25% порівняно з 2021 роком.  Однак FaZe Clan повідомила про збитки в розмірі приблизно 14 мільйонів доларів за перші два квартали 2023 року, при цьому доходи дещо зменшилися. У квітні 2023 року Snoop Dogg покинув раду директорів FaZe Clan, а 11 вересня 2023 року FaZe Clan оголосила про негайне звільнення Трінка з посади генерального директора. Компанія призначила Крістофа Пахлера, головного операційного директора та фінансового директора FaZe Clan, тимчасовим генеральним директором. 
У жовтні 2023 року було оголошено, що FaZe Clan була придбана GameSquare Holdings Inc. і згодом додана до портфеля GameSquare esports. З цим придбанням Бенгтсон, Олівейра та Юсеф Абдельфаттах (FaZe Apex) були призначені генеральним директором, президентом та операційним директором відповідно.
27 квітня 2024 року Бенгтсон вигнав членів FaZe Clan, скоротивши список творців контенту до чотирнадцяти членів, намагаючись «перезапустити» організацію.
6 травня 2024 року Фонд Кубка світу з кіберспорту, фінансуваний Державним інвестиційним фондом Саудівської Аравії та організаторами серії турнірів Кубка світу з кіберспорту, оголосив 30 організацій (відомих в ESWC як клуби), які увійдуть до Програми підтримки клубів, серед яких FaZe Clan. Ця програма надає командам одноразову шестизначну стипендію, якщо організація готова вступити в новий кіберспорт, а також додаткове фінансування щороку, якщо вони сприяють збільшенню кількості глядачів та залученню вболівальників до Esports World Cup.
14 травня 2024 року генеральний директор GameSquare Джастін Кенна оголосив про створення FaZe Media, очолюваної Річардом «FaZe Banks» Бенгтсоном, як генеральним директором. Це утворення перетворює FaZe Holdings на кіберспортивну компанію та інтернет-медіакомпанію. FaZe Media отримала 11 мільйонів доларів інвестицій від Метта Каліша, президента та співзасновника DraftKings, в результаті чого Каліш став власником 49% FaZe Media під час її заснування. FaZe Media зосередиться на розвитку інтернет-медіакомпанії, очолюваної творцями, а GameSquare продовжить володіти 100% активів кіберспортивних змагань під егідою FaZe Esports. 19 червня 2024 року Річард «FaZe Banks» Бенгтсон придбав 25,5% FaZe Media від GameSquare.
У грудні 2024 року FaZe виграла нагороду «Найкраща організація контенту» на The Streamer Awards, де вона також була номінована на «Найкращий марафонський стрім». На той час до нового складу стримерів входили JasonTheWeen, Adapt, PlaqueBoyMax, Banks, Silky, Lacy та StableRonaldo. 
31 березня 2025 року GameSquare оголосила про продаж решти 25,5% акцій FaZe Media. Компанія зберігає повну власність на FaZe Esports.

## Склад команди
| Країна         | Нік            | Повне ім'я                   |
| Основний склад | Основний склад | Основний склад               |
| -------------- | -------------- | ---------------------------- |
| Данія          | karrigan       | Фін Андерсен (Капітан)       |
| Словаччина     | frozen         | Давид Чернянський (Ріфлер)   |
| Норвегія       | rain           | Ховард Нігаард (Ріфлер)      |
| Латвія         | broky          | Гельвійс Саукантс (Авапер)   |
| США            | EliGE          | Джонатан Яблоновскі (Ріфлер) |
| Тренер         |                |                              |
| Польща         | NEO            | Філіп Кубський               |

## Співробітництво та партнерство
FaZe Clan за час свого існування співпрацював із багатьма компаніями. Серед них виробники ігрової периферії, ігрових меблів, напоїв та ін. Так у 2011 році FaZe Clan оголосив про партнерство з виробником ігрових контролерів Custom Controllerzz, а потім з Imagine Customs. 
FaZe Clan запустив кілька лінійок брендованого одягу спільно з різними організаціями: футбольним клубом Legia Warsaw, командою хокейної ліги Toronto Maple Leafs, мобільною платформою електронної комерції NTWRK, з брендом одягу Siberia Hills, журналом про баскетбол SLAM, командою хок. Ексклюзивні спільні колекції були й у співпраці з виробником спортивного одягу Champion, дизайнером Уорреном Лотасом та брендом спортивного одягу Kappa, лейблом Lyrical Lemonade та брендом одягу 24karats.
У серпні 2021 року FaZe Clan анонсувало партнерство з McDonald's. Компанії спільно створюватимуть контент за участю основних зірок організації FaZe Clan.
У вересні 2021 року Faze Clan та DC Comics співпрацювали над створенням лімітованої версії книги коміксу, написаної Джошем Трухільо з ілюстраціями Скота Ітана, в якому головними героями стали Бетмен та кілька членів команди Faze Clan.